# Калинівка I
Кали́нівка I — лінійна станція Південно-Західної залізниці (Україна) на дільниці Козятин I — Вінниця між блокпостами Варшиця (відстань — 4 км) і Сальницький (6 км). Відстань до станцій Козятин I — 41 км, Вінниця — 23 км.
Від станції відходить лінія до станції Турбів (20 км). Раніше також існувала лінія до з.п. Андрусове (53 км). Станом на 2012 рік колія розібрана.

## Історія
Станція відкрита 1870 року під час будівництва Києво-Балтської залізниці.

## Пасажирське сполучення
До послуг пасажирів:
- 8 пар приміських електропоїздів,
- 3 електропоїзда підвищеного комфорту: «Київ — Жмеринка — Рахни», «Київ —  Тернопіль », «Київ — Жмеринка». Вартість проїзду до Києва в касі — близько 150 грн.
- Дизель-поїзд підвищеного комфорту Коростень — Вінниця (крім понеділка). У дорозі до Житомира лише 1 год. 50 хв.
- Комфортабельні рейкові автобуси Вінниця — Хмельницький (двічі на день). Зупиняється також на Варшиці і на Робочій, що у межах м. Калинівка. Маршрут — через станцію Холонівська (село Іванів), Уладівку, Хмільник, Адампіль, Строкостянтинів, Красилів.
- Пасажирські поїзди до Києва, Ужгорода, Львова, Трускавця, Івано-Франківська, Чернівців, Ковеля, Запоріжжя, Дніпра, Одеси, Маріуполя, Харкова.
- Безпересадковий вагон Київ — Бухарест (Румунія) до поїзда «Буковина» № 117/118 Київ — Чернівці.
- З 4 листопада 2016 року на станції зупинявся двоповерховий міжрегіональний електропоїзд подвійного живлення Вінниця — Харків (через Козятин I, Попільню, Київ, Бориспіль, Лубни, Миргород, Полтаву). З 29 липня 2017 року маршрут потяга № 719/720 Харків — Вінниця —  Харків обмежений до станції Київ-Пасажирський. При цьому нумерація потяга на ділянці від Харкова до Києва залишилася без змін[4].